# Karl Bombach

Karl Bombach

Karl Bombach (* 8. Juli 1891 in Schwerin; † 6. Mai 1945 in Berlin) war ein deutscher Politiker (NSDAP).

## Leben und Wirken
Nach dem Besuch der Volksschule trat Karl Bombach in das 2. Garde-Dragoner-Regiment ein. Mit diesem nahm er ab 1914 am Ersten Weltkrieg teil, in dem er verwundet wurde und in französische Kriegsgefangenschaft geriet.
Bombach trat zum 1. Februar 1928 der NSDAP bei (Mitgliedsnummer 75.049). Im November 1929 wurde er Bezirksverordneter. Nach 1933 übernahm Bombach Aufgaben als Kreisleiter des Kreises Pankow und Weißensee und von 1934 bis 1945 als Bezirksbürgermeister in Berlin-Prenzlauer Berg.
Von Dezember 1932 bis zur Auflösung dieser Körperschaft im November 1933 war er Mitglied des Preußischen Landtags. Nach der Wahl zur Stadtverordnetenversammlung von Groß-Berlin 1933 war er deren Mitglied bis zur Auflösung im Juni 1933. Im September 1934 erhielt Bombach als Nachrücker für den in der Säuberungswelle vom Juni/Juli 1934 erschossenen Karl Ernst das Mandat des Wahlkreises 2 (Berlin West) im nationalsozialistischen Reichstag, dem er bis zum Ende der NS-Herrschaft im Frühjahr 1945 angehören sollte.
Bombach nahm sich vier Tage nach der Eroberung Berlins durch die Rote Armee mit einer Überdosis von Barbituraten das Leben.